# Chamaesphecia empiformis

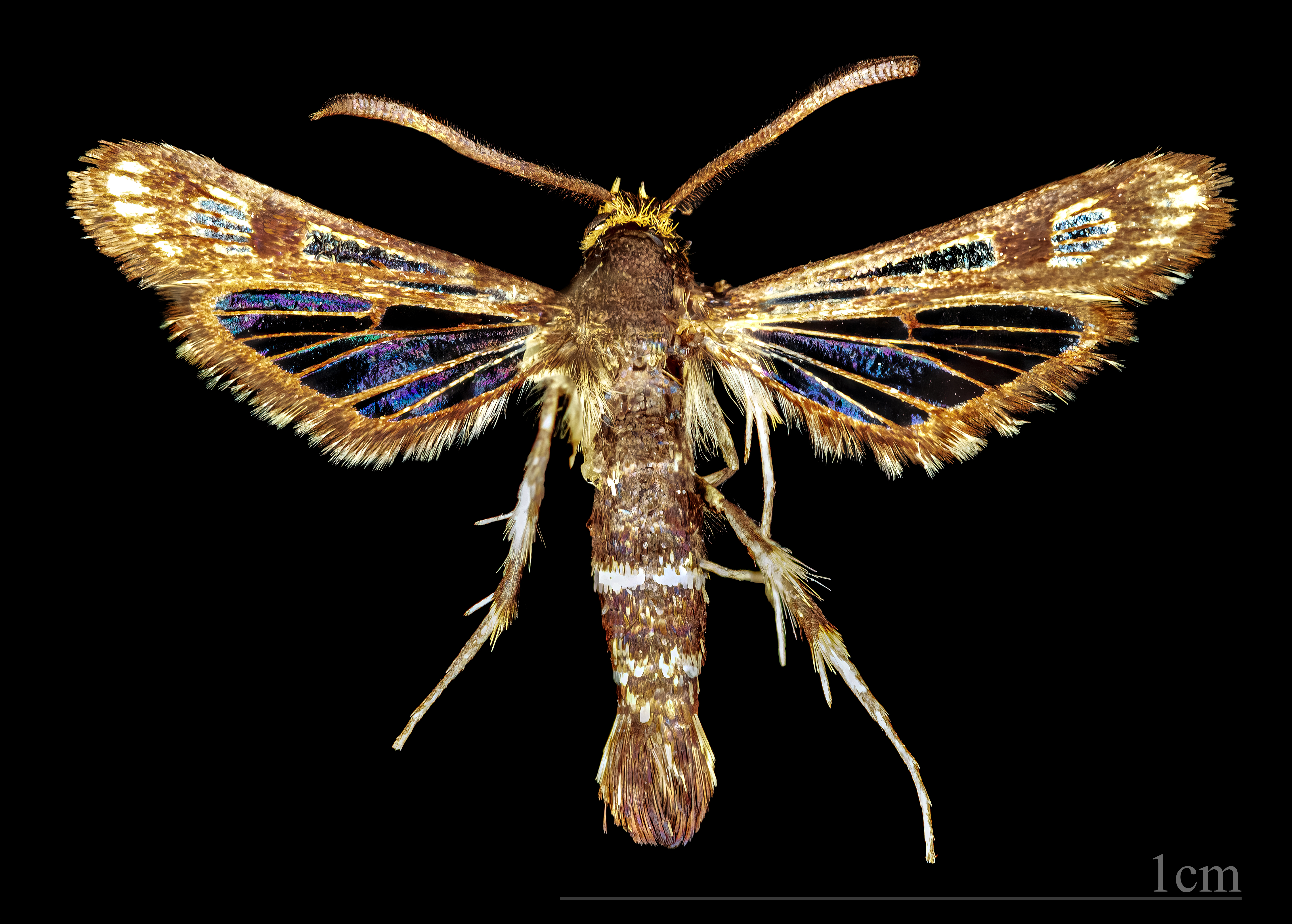
♂
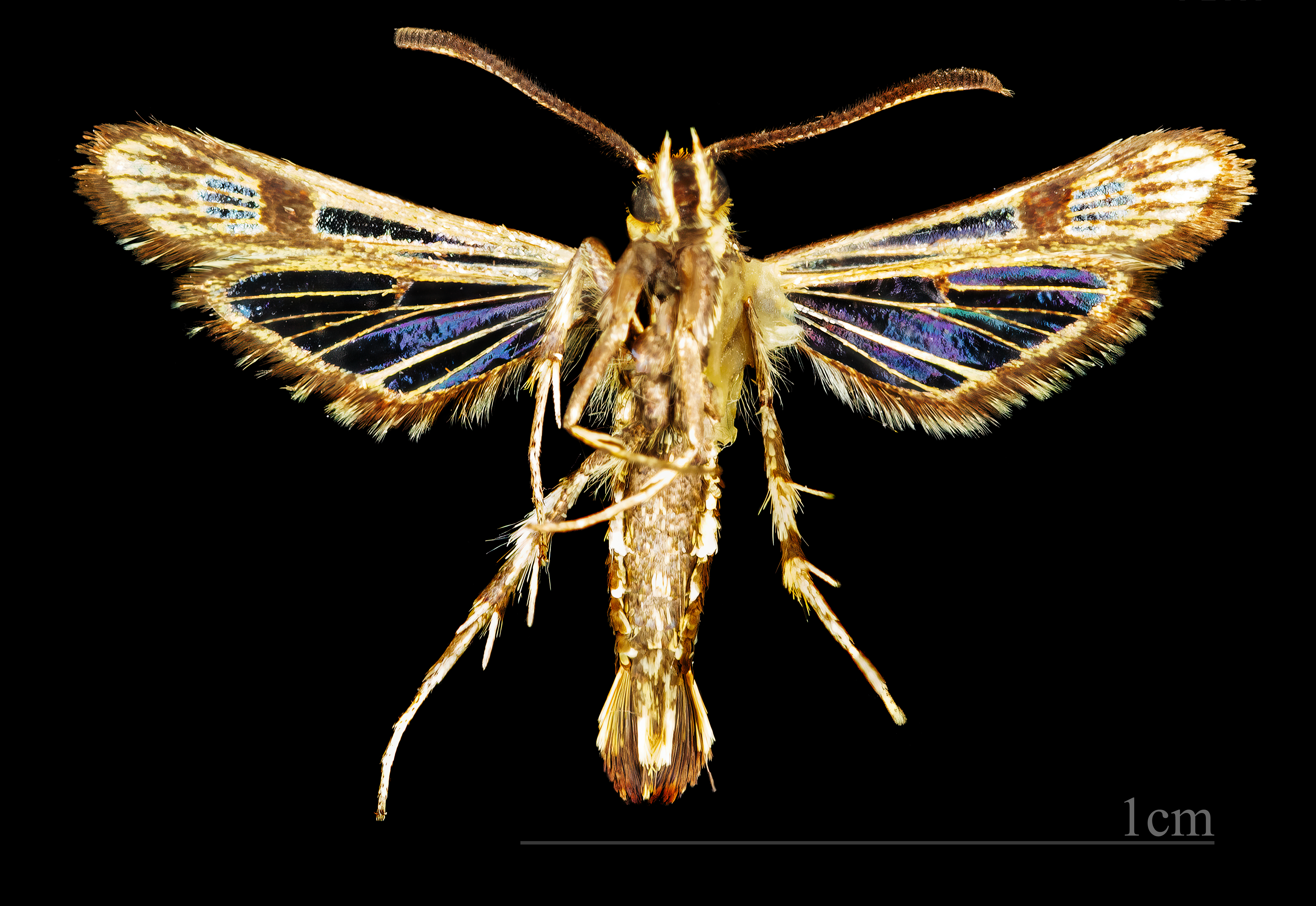
♂ △
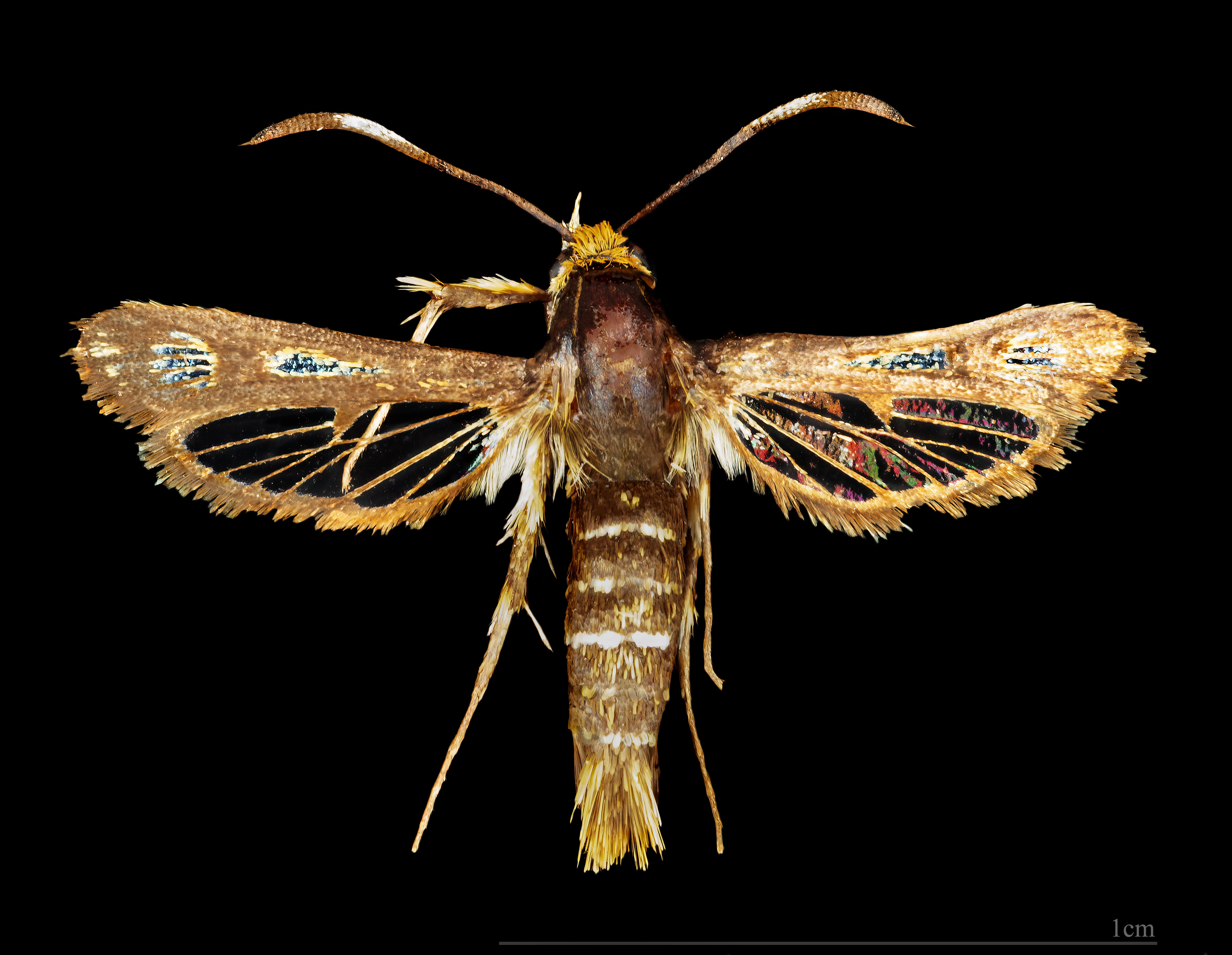
♀
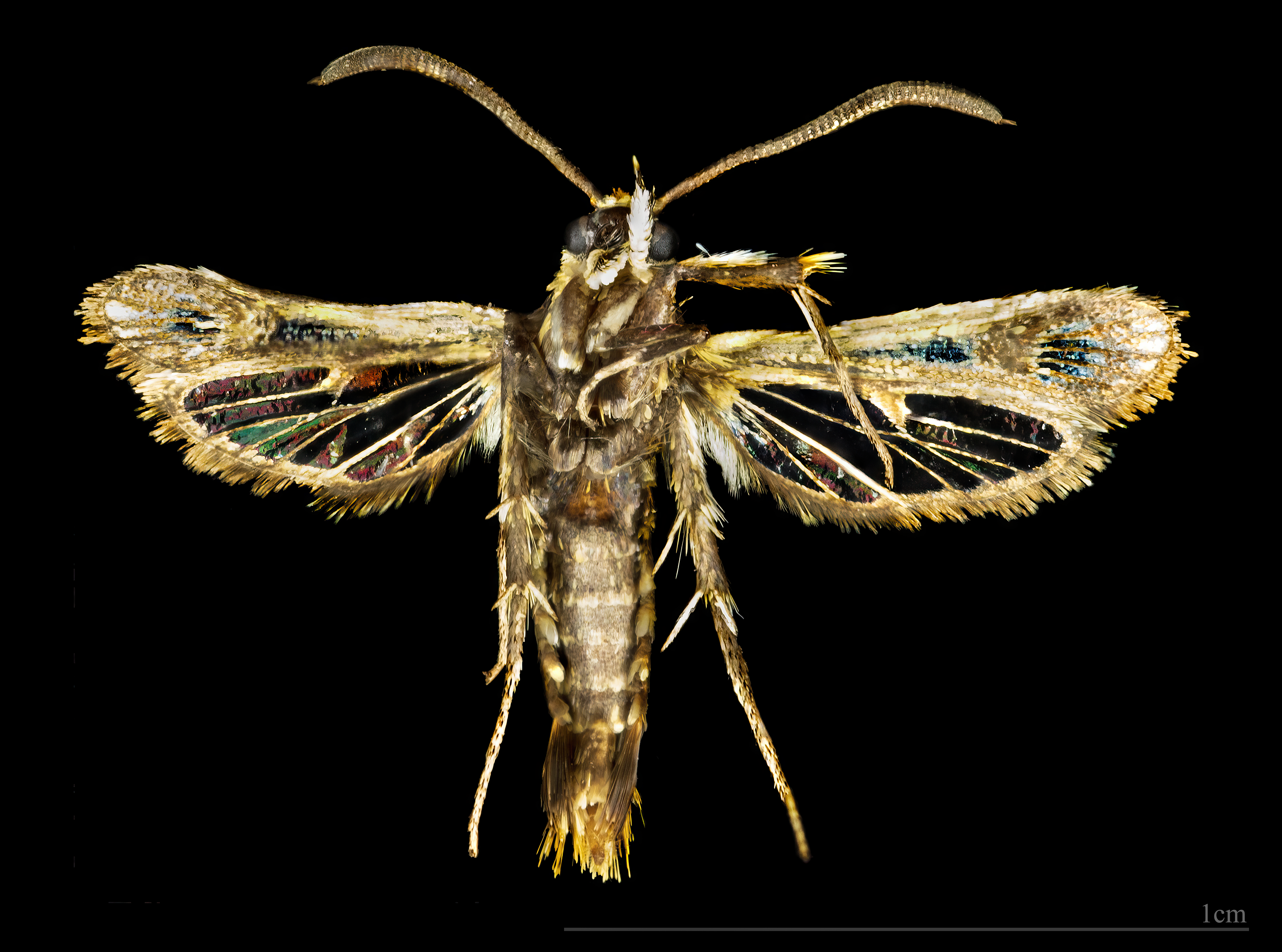
♀ △

Chamaesphecia empiformis là một loài bướm đêm thuộc họ Sesiidae. Nó được tìm thấy ở châu Âu. Nó rất giống với Chamaesphecia tenthrediniformis, một số nguồn phân loại cả hai là một loài.
Chiều dài cánh trước là 6–10 mm. Con trưởng thành bay từ tháng 5 đến tháng 8 tùy theo địa điểm.
Ấu trùng ăn Cypress Spurge.

## Hình ảnh

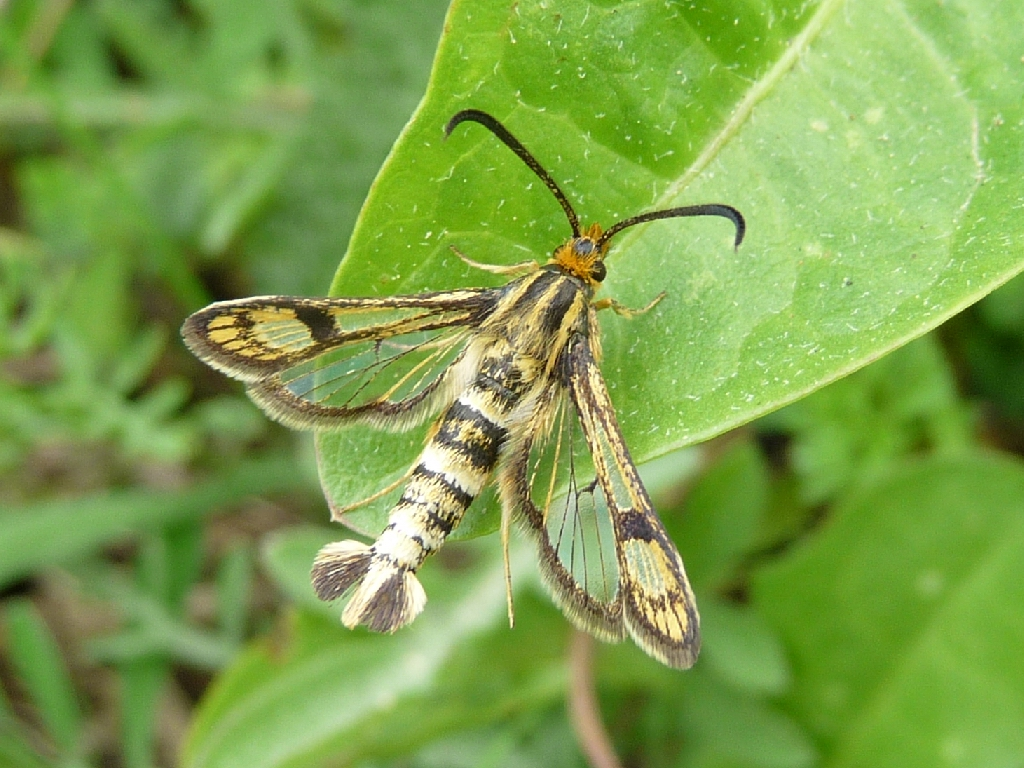